# Париски мир (1259)
Париски мир закључен је 4. децембра 1259. године између француског краља Луја IX и енглеског краља Хенрија III. Њиме је окончан вишедеценијски конфликт између династија Плантагенет и Капета.

## Увод
Војводство Нормандија налази се у саставу краљевине Енглеске од 1166. године, када је нормандски војвода Вилијам поразио краља Харолда у бици код Хејстингса и преузео власт у Енглеској. Године 1204. француски краљ Филип II преотима континенталне поседе Нормандије од енглеског краља Јована без Земље. Сукоб између две државе настављен је све до 1259. године када је закључен Париски мир.

## Мир
Одредбама Париског мира, континентална Нормандија припала је Француској, а Каналска острва Енглеској. Хенри се одрекао контроле над Меном, Анжујем и Поатјеом. Енглески краљ задржао је титулу војводе Аквитаније и земље у Гаскоњи и Аквитанији, али као вазал француског краља. Луј је, за узврат, ускратио подршку енглеским побуњеницима и уступио Хенрију Лимож, Каор и Периге.